# Luis Estrada (director)
Luis Estrada Rodríguez (Ciudad de México, 17 de enero de 1962) es un director, guionista y productor de cine mexicano. Es principalmente conocido por su pentalogía de sátiras políticas sobre temas controversiales de la política mexicana: La ley de Herodes (1999), Un mundo maravilloso (2006), El infierno (2010), La dictadura perfecta (2014) y ¡Que viva México! (2023). Mantiene una fuerte amistad con el actor Damián Alcázar, que ha protagonizado dichas películas. Es hijo del también director de cine José Estrada.

## Biografía
Se inició en el ambiente cinematográfico gracias a su padre. En 1980 ingresó al Centro Universitario de Estudios Cinematográficos de la UNAM, pero no terminó la carrera.
A partir de La ley de Herodes, escrita junto a Fernando Javier León Rodríguez, estrenada en 1999 y protagonizada por Damián Alcázar, empieza a tener un mayor reconocimiento. La película es una comedia satírica que narra el problema de la corrupción política en México durante los gobiernos del Partido Revolucionario Institucional, en especial a partir del gobierno de Miguel Alemán Valdés. El filme ganó varios Premios Ariel en la XLII edición de estos galardones, entre ellos el de «Mejor actor».
En 2006, dirige y estrena Un mundo maravilloso que retrata el gobierno de Vicente Fox. Nuevamente es protagonizada por Damián Alcázar y es distribuida por 20th Century Fox. La película es descrita como herramienta de análisis de percepción en un sector de la juventud de la ciudad de Mérida.
En 2010 vuelve con El infierno que aborda el problema del narcotráfico en México que desde el gobierno de Felipe Calderón continúa. Es también protagonizada por Damián Alcázar y merecedora de varios premios Ariel en la LIII edición, entre ellos el de «Mejor película».
En 2014 se estrenó La dictadura perfecta una película crítica acerca del gobierno de Enrique Peña Nieto, su relación con los medios de comunicación y varias cortinas con las que intentan cubrir fechorías. Nuevamente está protagonizada por Damián Alcázar. Fue nominada a mejor película iberoamericana en la XXIX edición de los Goya, perdiendo contra la argentina Relatos salvajes.
En 2021 comenzaron las filmaciones para la quinta entrega de Luis Estrada de este tinte, titulada ¡Que viva México!, una trama crítica sobre el gobierno de Andrés Manuel López Obrador. Su filmación se llevó a cabo en Real de Catorce. Originalmente se iba estrenar en Netflix el 16 de noviembre de 2022; sin embargo, Estrada compró los derechos y la plataforma ya no pudo proyectar la película. Sony Pictures anunció que compró los derechos de exhibición anunciando la fecha de estreno el 23 de marzo de 2023 en salas de cine de México.

## Filmografía
| Año  | Película                  | Director | Productor | Escritor | Notas                |
| ---- | ------------------------- | -------- | --------- | -------- | -------------------- |
| 1981 | Recuerdo de Xochimilco    | Sí       |           |          | cortometraje         |
| 1982 | Andante spianato          | Sí       |           | Sí       | cortometraje         |
| 1983 | Laberinto cotidiano       |          |           |          | cortometraje, editor |
| 1984 | La divina Lola            | Sí       |           | Sí       | cortometraje         |
| 1988 | El camino largo a Tijuana | Sí       | Sí        |          |                      |
| 1989 | La hora marcada           | Sí       |           | Sí       | Episodio: El motel   |
| 1990 | El motel de la muerte     |          |           | Sí       |                      |
| 1991 | Bandidos                  | Sí       | Sí        | Sí       |                      |
| 1994 | Ámbar                     | Sí       | Sí        | Sí       |                      |
| 1999 | La ley de Herodes         | Sí       | Sí        | Sí       |                      |
| 2006 | Un mundo maravilloso      | Sí       | Sí        | Sí       |                      |
| 2010 | El infierno               | Sí       | Sí        | Sí       |                      |
| 2014 | La dictadura perfecta     | Sí       | Sí        | Sí       |                      |
| 2023 | ¡Que viva México!         | Sí       | Sí        | Sí       |                      |

## Actores repetidos
Estrada suele usar los mismos actores en sus películas, tanto para los principales como los menores. Damián Alcázar ha protagonizado sus últimas 5 películas, y otros actores aparecen varias veces.
| Actor/actress        | La ley de Herodes (1999) | Un mundo maravilloso (2006)   | El infierno (2010)        | La dictadura perfecta (2014)                                            | ¡Que viva México! (2023)      |
| -------------------- | ------------------------ | ----------------------------- | ------------------------- | ----------------------------------------------------------------------- | ----------------------------- |
| Damián Alcázar       | Lic. Juan Vargas         | Juan Pérez                    | "Benny" García            | Carmelo Vargas                                                          | Rosendo / Regino / Ambrosio   |
| Ernesto Gómez Cruz   | Gobernador Sánchez       | Compadre "Filemon"            | Don José Reyes            | Señor humilde (actuación especial en Edición de colección en película.) |                               |
| Pedro Armendáriz Jr. | Lic. López               | Director del Periódico        |                           |                                                                         |                               |
| Joaquín Cosio        |                          | Vagabundo                     | "El Cochiloco"            | Agustín Morales                                                         | Rosendito / Reginito / Abuelo |
| Alex Cox             | "El Gringo"              | Maestro de Ceremonias         |                           |                                                                         |                               |
| Tony Dalton          |                          |                               | "El Gringo"               | Director TV MX                                                          |                               |
| Dagoberto Gama       |                          | Guardia Mansión 1             | "El Sargento"             | Procurador                                                              |                               |
| Leticia Huijara      | Gloria                   | Comadre Chismosa 2            |                           |                                                                         | Secretaria Regino             |
| María Rojo           |                          | Comadre Chismosa 1            | Doña "Mari" Reyes         | Doña "Chole"                                                            |                               |
| Salvador Sánchez     | Carlos Pek               |                               | "El Padrino"              | General/secuestrador                                                    | Notario / Don Florencio       |
| Isela Vega           | Doña "Lupe"              |                               | Doña Rosaura              |                                                                         |                               |
| Jorge Zárate         | "Tiburón"                | "Lalo", Secretario Particular | "El Huasteco"             | Coronel                                                                 |                               |
| Silverio Palacios    |                          | El Azteca                     | "La Cucaracha" / Pánfilo. |                                                                         | Maloso 1                      |